# La Concha (San Roque de Riomiera)
La Concha es una localidad del municipio de San Roque de Riomiera (Cantabria, España). En el año 2022 contaba con una población de 82 habitantes (INE). La localidad se encuentra a 573 metros de altitud sobre el nivel del mar, y a 4 kilómetros de la capital municipal, La Pedrosa.
Aquí empieza la subida al Portillo de Lunada y al Alto del Caracol.
- Datos: Q5962975